# Dolný Badín
Dolný Badín (em húngaro: Alsóbágyon) é um município da Eslováquia, situado no distrito de Krupina, na região de Banská Bystrica. Tem 6,24 km² de área e sua população em 2018 foi estimada em 250 habitantes.

## Demografia
| Ano:        | 1994 | 2004   | 2014   | 2024  |
| ----------- | ---- | ------ | ------ | ----- |
| Broj ljudi: | 267  | 251    | 250    | 253   |
| Razlika:    |      | -5,99% | -0,39% | +1,2% |

| Ano:               | 2023 | 2024   |
| ------------------ | ---- | ------ |
| Número de pessoas: | 253  | 253    |
| Diferença:         |      | +1,42% |